# 문어
문어(文魚; 학명: Enteroctopus dofleini)는 문어과에 속하는 연체동물이다. 둥근 머리 모양의 몸체에 두 눈이 있고 빨판이 달린 8개의 다리가 입 주변에 달려 있다. 약 300종이 있으며, 문어목(Octopoda)은 오징어, 갑오징어, 앵무조개목(nautiloids)이 속한 두족강으로 분류된다. 대왕문어, 큰태평양문어라고도 한다.

## 이름
문어는 지역에 따라 대문어, 대팔초어, 물낙지 등으로 불린다. 문어는 중세 국어에서 ‘믠어’라고 불렀다. 한자 표기 文魚는 ‘믠어’를 한자로 빌려적은 취음이고, 한문으로는 팔초어(八梢魚)로 불렸다.

## 어원[1]
문어(文魚)라 함은 글을 읽을 줄 아는 생선이라는 뜻인데, 머리가 크고 선비가 쓰는 먹과 비슷한 먹물을 쏜다는 점에서 선비와 양반 계급이 좋아하는 해산물이 되었다. 영주를 중심으로 경상북도 지역의 제사상이나 폐백음식에 등장하는 문어숙회와 얽힌 이야기를 풀어 나가다보면, 선비의 고장이라고 불리는 지역 특성과 그곳에 살아온 사람들의 해학을 잘 들여다 볼 수 있다.
우리 조상들은 생선에 ‘글월 문(文)’자를 달아주었는데 이 배경에는 재밌는 설이 많이 있다. 먼저 문어는 위에서부터 아래로 몸통-머리-발의 순서다. 그런데 옛날 사람들은 볼록 튀어나온 문어 몸통이 머리라고 생각하였다. 이렇게 큰 머리를 달고 있는 생선이라면 분명 똑똑하고, 글을 알 것이라고 생각했나보다. 문어가 내뿜는 먹물 또한 글을 쓸 때 필요한 먹의 색깔과 비슷하니, 그 비유가 아주 그럴싸하다.
그 겉모습만으로도 글 좀 아는 생선으로 대우받았던 문어는 또 다른 이유에서도 선비와 양반들의 생선으로 사랑받았는데, 이는 문어가 깊은 바다에 몸을 숨기는 습성이 있다는 이유에서였다. 문어의 이러한 습성은 겉으로 쉬이 드러내지 않아야 하는 선비의 겸양과 비슷하다고 하여 글을 읽는 사람들의 생선, 문어(文魚)가 된 것이다.

## 특징
종류에 따라 크기가 다양하다. 가장 큰 문어종은 태평양대왕문어(Giant pacific octopus)인데, 다리폭이 보통 3~6 m이고 기네스에 오른 최대 길이는 거의 10m에 무게는 272kg이나 되었다. 반면에 가장 작은 문어인 옥토푸스 올피(Octopus wolfi)는 성체조차도 크기가 3cm도 되지 않는다.
위에서 아래로 차례대로 몸, 머리, 촉수로 이뤄져 있다. 촉수는 총 8개가 있으며 팔에는 빨판이 열주해 있다. 여덟 팔은 머리에 직접 붙으며 방사상으로 배치되는데, 여덟 촉수 모두 만나는 곳에는 부리가 있다. 다리 반대쪽 머리에는 둥그런 몸통이 있으며 몸통은 두터운 조직(mantle) 한 겹으로 덮여 있다. 머리 부근에는 물을 뿜는 수관(siphon)이 놓여 있고 그 근처에는 물을 흡입하여 몸통에 들어있는 아가미로 보낼 수 있도록 표피와 몸통 사이의 공간이 마련되어 있다. 머리 안에는 크기가 큰 뇌가 있으며, 몸통 중 머리에서 먼 부분에 심장들이 있다. 문어의 심장은 하나가 아니라 세 개인데, 하나는 몸통에 산소를 공급하고 나머지 둘은 아가미 및 다리에 피를 공급한다. 오징어와 마찬가지로 문어의 몸통 내부에는 먹물통이 있다. 문어 먹물에는 멜라닌이 다량 포함되어 검은색을 띠며, 천적의 감각을 교란시키는 물질도 섞였다. 도주하거나 연막을 펼쳐야 할 때 수관을 통해 분사한다. 푸른고리문어는 독극물까지 들어있다. 문어의 피는 대부분의 무척추동물과 마찬가지로 헤모시아닌을 기반으로 하기 때문에 푸른색을 띠는 것이 특징이다. 문어의 머리 양쪽에는 눈이 있는데, 해양동물답게 고도로 발달된 카메라식 구조이다. 문어의 눈은 외양상 양이나 염소처럼 길쭉한 동공이 발달한 것이 특징적인데, 간혹 이 때문에 눈을 감고 있다고 오해하기도 한다. 문어 눈은 움직임이 뛰어난데, 눈을 굴릴 수 있으며, 몸이 다른 방향으로 누웠을지라도 홍채를 수평하게 배열할 수 있다. 게다가 편광을 감지하므로, 투명한 새우나 해파리와 같은 사물도 쉽게 간파한다. 그런데 문어 눈은 어느 정도 이상의 거리는 잘 보지 못해서 약 2-3 m 너머 사물은 잘 분간하지 못하는 근시이다.
문어의 촉수는 여러모로 독특하며 다양한 기능을 수행한다. 문어의 촉수는 매우 유연하며 독립적으로 활발하게 움직인다. 사실 문어의 뉴런(neuron) 2/3 가량은 촉수에 있다. 따라서 기본적인 움직임들, 즉 탐색이나 물체를 움켜쥠 등은 굳이 머리에서 직접 명령하지 않아도 수행할 수 있다.
또한 문어의 촉수에는 여러 '빨판'들이 1~2줄로 열주했다. 다리 길이가 끄트머리로 갈수록 가늘어지는 만큼, 문어 빨판 크기 역시 제각각인데, 보통 문어 다리의 몸통 쪽 1/3 지점에 가장 큰 빨판들이 배치된다. 빨판 개수는 문어의 크기에 달렸지만, 가장 큰 종은 2000개에 육박하기도 한다. 문어의 빨판은 일반적으로 오징어류의 빨판에서 발견되는 "이빨"이 없이 매끈하다. 구조가 다른 만큼, 그 기능도 조금 다른데, 문어 빨판은 흡착에, 오징어 빨판은 움켜쥐는 것에 더 가깝다. 그러나 문어의 빨판 역시 흡착력이 대단해서, 단순 덧셈상 큰 문어가 빨판으로 들어올릴 수 있는 무게는 1톤이 넘어선다. 겉보기에 단순해 보이는 이 빨판이 보여주는 놀라운 흡착력은 신기술 개발에 많은 영감을 주기도 했다. 일례로, 성균관대학교 연구팀은 인공적으로 모방한 문어 빨판을 개발하여 네이쳐에 보고해 화제가 되기도 했다. 이 뿐만 아니라, 문어의 빨판에는 화학수용기가 달려 있다. 죽, 문어는 빨판을 통해 맛도 볼 수 있다는 뜻이다. 이 섬세한 감각을 통해 문어의 빨판은 자신의 몸을 구별하므로 문어는 촉수끼리 엉키거나 들러붙지 않는다.
한편 수컷 문어는 암컷 문어에 비해 빨판의 개수가 적다. 이는 수컷 문어의 다리 중 하나에 빨판이 없는 부분이 있기 때문이다. 두족강에 속하는 만큼, 수컷 문어는 빨판 대신에, 정액낭이 포함된 생식기가 다리 끄트머리에 놓여 있으며 생식기가 달린 촉수는 오른쪽 세 번째 촉수다. 이 촉수는 교접완(Hectocotylus, mating arm)이라고 하는데, 수컷 문어는 교미시 이 교접완을 암컷 문어의 몸통 안쪽으로 집어넣어 정액낭을 몸 안에 건네게 된다.
특이하게도 종종 촉수가 여러 갈래로 갈라진 문어가 발견되기도 한다. 촉수가 60개나 되는 문어가 한국에서 잡힌 기록도 있다고 한다. 1970~80년대생이라면 63빌딩 수족관에 전시되던 촉수가 수십 개였던 문어를 기억하는 사람들이 있을 것이다. 또한 1998년에 촉수가 96개인 문어가 일본에서 잡힌 적도 있다. 2021년 6월 한국 남해안에서 다리가 32개 달린 문어가 잡혔다. 전문가에 따르면 흔치는 않지만 손상을 입은 촉수가 회복되는 과정에서 과잉재생 현상이 나타나면서 촉수가 여러 갈래로 갈라지는 일도 있다고 한다.
문어 피부는 독특한 색소세포와 이를 통제하는 근육들이 포함된 복잡한 내부구조로 이루어진다. 문어는 이 피부의 근육을 통제하여 섬세하게 피부의 질감과 색상을 다채롭게 변화시킬 수 있다. 문어 피부 조직의 변화는 보호, 위장 등에 대해 대단한 성능을 보인다. 문어의 기분에 따라서도 변화한다. 단순히 색만이 아니라 피부의 질감까지 바꾸어 완벽하게 위장하는 능력은 자연에서 쉽게 볼 수 없는 고도의 기능으로, 구체적 메커니즘은 알려져 있지 않다.
뇌는 그 절대적인 크기만 보면 인간의 1/600이지만, 신체 크기도 다르고 온몸에 뉴런이 분포해 있는 형태라 직접적 비교가 불가능하다. 사실 무척추동물을 통틀어 크기 대비 뇌 용량이 가장 크다. 사실 크기 대비 뇌 용량은 영리함과 관계가 없고, 구조 비율이 더 중요하다.그에 걸맞게 문어는 바다의 현자라 불릴 만큼 영리하다. 주변 움직임을 흉내, 모방을 할 수 있으며, 높은 사고능력, 학습능력을 갖추고 있을 뿐더러 장난도 친다.
지능을 잴 만한 척도가 없어 모두 추정치이지만, 지능이 개 수준은 된다고 보는 학자도 있다. 또한 이 지능과 색채변화를 이용한 위장술은 아주 뛰어나다. 비슷하게 위장술로 유명하지만 실제로는 색깔의 변화를 위장이나 의태로 사용하지 않는 카멜레온과 대비되는 부분이다. 문어의 지능에 대한 자세한 설명은 아래에 독립된 항목이 마련되어 있다. 여하튼 여러모로 신비한 생물이다.
잠도 2가지 수면이 있는 것으로 알려져 있다. 조용히 있으면서 피부도 창백한 색이고 동공도 수축되어 있는 조용한 수면(quiet sleep) 상태에서 피부 색과 질감이 변하고 흡판과 눈이 움직이는 활동성 수면(active sleep) 모드로 변하면서 흡사 램수면과 비슷하다.

## 생태

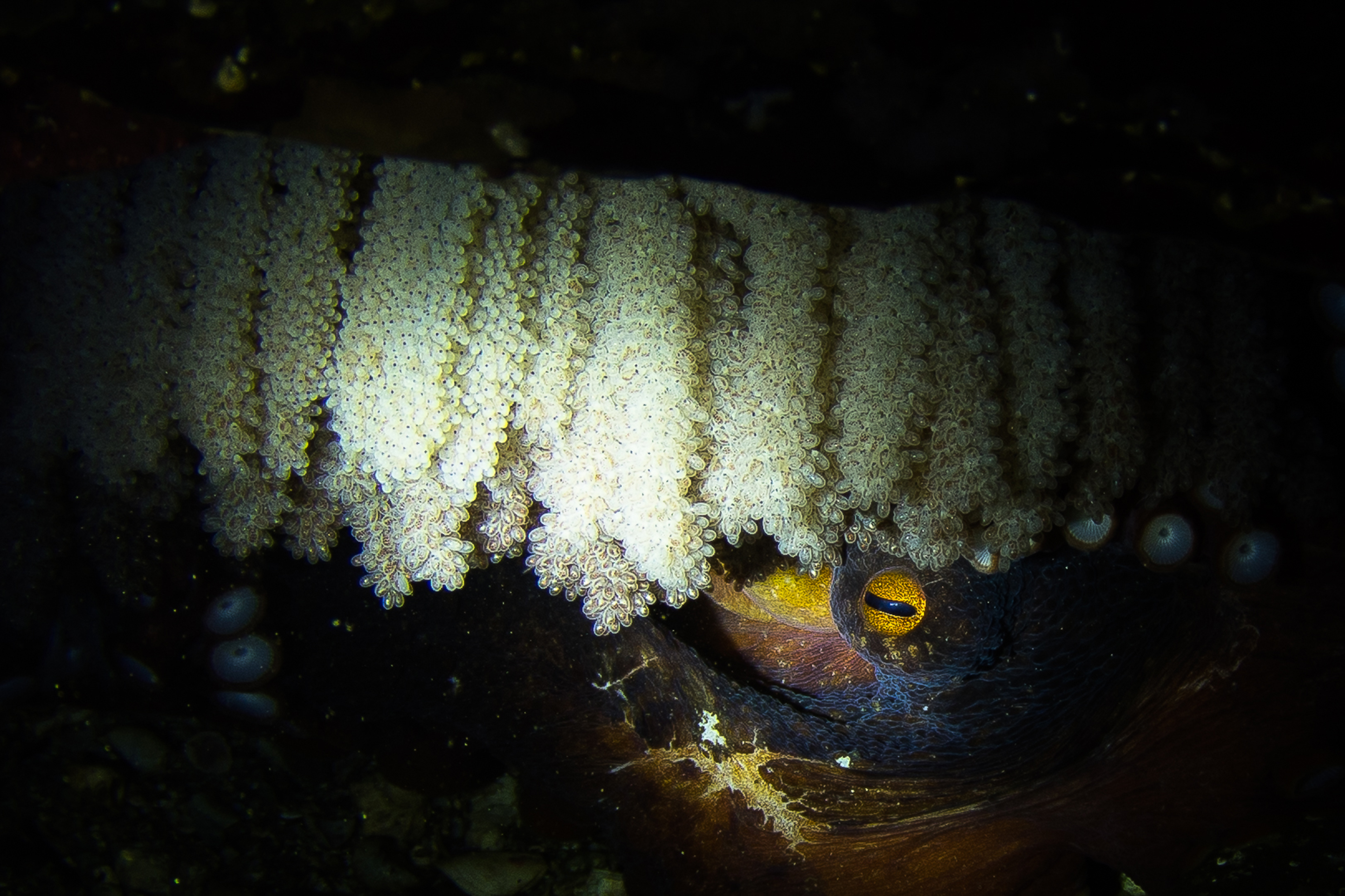
제주 문어의 산란

문어는 다리길이 4.3 미터 몸무게 15Kg까지 자라며 수명은 대략 3~5년이다. 봄에서 여름에 걸쳐 수심 40~60 미터 해저에 10만개 이상의 알을 낳으며 산란을 마친 암컷은 6개월여 알을 지키다 죽는다. 살아나는 알은 불과 몇개 밖에 되지 않는다. 오징어와 마찬가지로 짝짓기를 한 후에 수명을 다한다. 중국 동해안, 한국, 일본, 캐나다와 미국의 서해안 등 북태평양 연안에서 서식한다.
문어는 먹물 주머니가 있어 위협을 느끼면 먹물을 뿜고 달아난다. 또한 문어의 피부는 주위 환경에 따라 색상을 바꿀 수 있어 이를 이용해 자신을 보호한다.
문어는 신경계가 주로 다리에 있어서 변신을 잘 할 수 있으며, 지능이 매우 높아 화산폭발을 미리 알고 피하는 것으로 알려져 있다. 거울을 보여주었을 때 자기 자신을 차츰 인식하는 것으로 알려져 있다. 한 실험에서는 통 속에 든 먹이(게)를 먹기 위해 뚜껑을 돌려 통을 열었다고 한다.
문어가 도구를 사용하는 장면이 수중카메라로 발견되었다. 문어는 코코넛 껍데기를 운반해 은신처를 만드는 무척추동물의 첫 사례로 기록되었다.

## 효능
문어는 타우린이 풍부해, 혈액 내 콜레스테롤을 낮춰주고 피를 맑게 해 혈관에 탄력을 준다. 간의 해독작용을 도와주어 피로 해소에 좋으며, 심장병과 당뇨 등을 예방해준다. 타우린은 망막의 기능을 도와주어 눈 건강에 좋으며, 단백질이 풍부해 다이어트 식품으로 좋다.

## 이용
문어는 각종 요리에 사용된다. 갓잡은 것을 삶거나 말린 것을 구워 먹는다. 경상도에서는 차례나 제사에 많이 올린다.

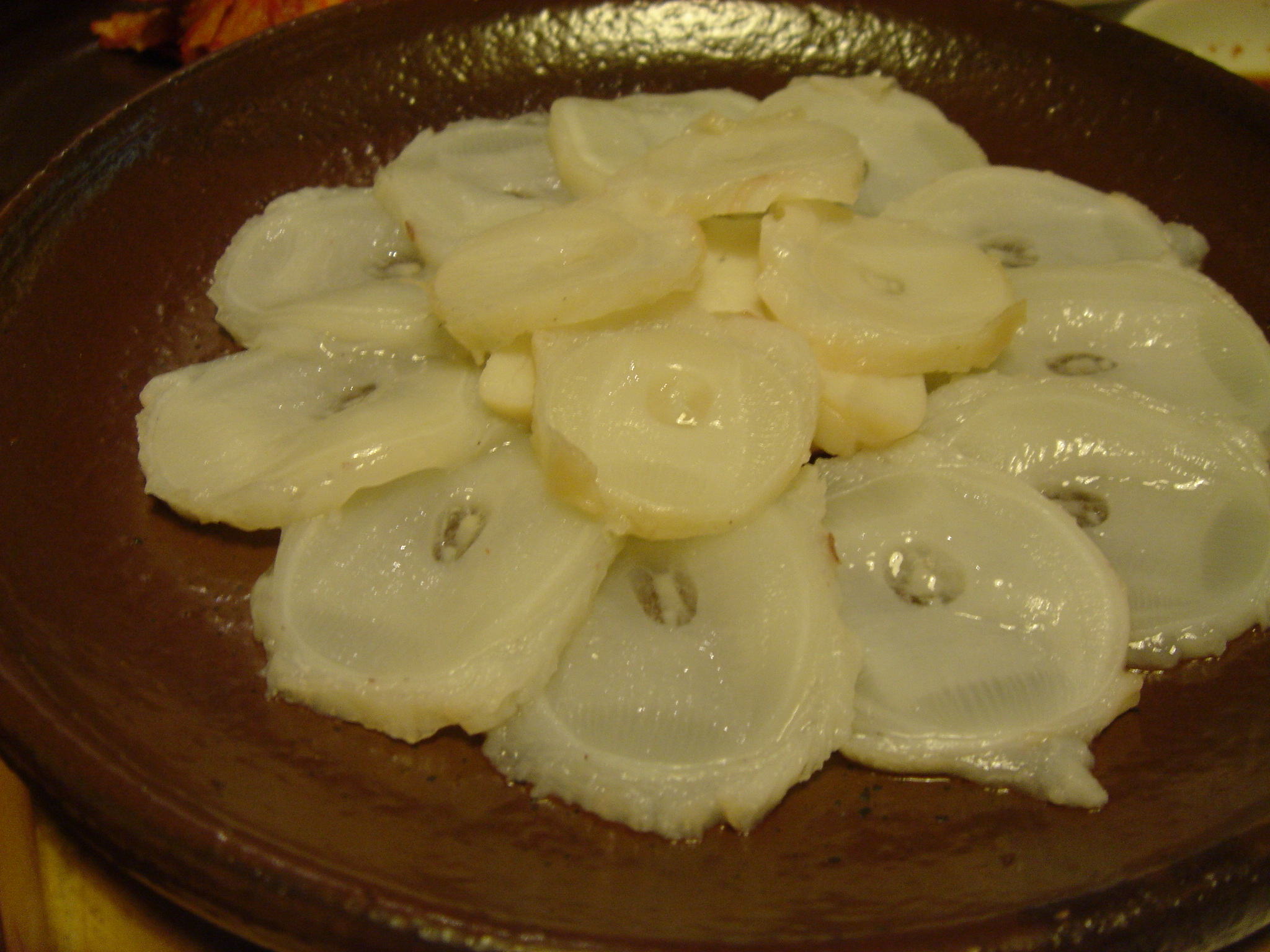
문어회

## 문어과에 속하는 종
문어과에 속하는 다른 종들에는 참문어, 주꾸미, 낙지 등이 있다.
한반도의 연안에는 약 50여 종의 문어과 생물이 서식하고 있다.